# Jorge Montt
Jorge Montt Álvarez (Casablanca, 26 april 1845 - Santiago, 9 oktober 1922) was een Chileens staatsman en admiraal van Chileense marine. Hij was van 1891 tot 1896 president van Chili.
Jorge Montt was een telg uit de familie Montt. Hij was een neef van de vroegere president Manuel Montt en een neef van de toekomstige president Pedro Montt. Montt studeerde aan de marine academie en nam in 1865 deel aan de oorlog met Spanje. Hij onderscheidde zich tijdens de slag bij Papudo (1865). Tijdens de Salpeteroorlog (1877-1880) was hij commandant van het slagschip Esmeralda (1879). In 1891 werd hij bevorderd tot kapitein-ter-zee.
Tijdens de Chileense Burgeroorlog (1891) was Montt bevelhebber van de troepen die in opstand waren gekomen tegen de autoritaire president Balmaceda. Nadat Balmaceda was verslagen (29 augustus) werd Montt benoemd tot voorzitter van de militaire junta (Junta de Gobierno de Iquique). Op 27 december 1891 werd hij vrijwel unaniem door het  parlement gekozen tot president. Hij regeerde als constitutioneel president tot het verstrijken van zijn ambtstermijn op 18 september 1896. Tijdens zijn presidentschap werd de gemeentelijke autonomie ingevoerd (voorheen hadden gemeenten nauwelijks enige politieke macht) en werd het leger gemoderniseerd. Het leger werd op Pruisische leest geschoeid door de nieuwe militaire instructeurs uit Duitsland. In 1892 verleende president Montt alle officieren die tijdens de burgeroorlog aan de kant van Balmaceda streden amnestie. Montt kreeg tijdens zijn ambtstermijn te maken met grensdisputen met buurland Argentinië. Deze werden echter vreedzaam opgelost door bemiddeling van het Verenigd Koninkrijk (na diens ambtstermijn, in 1902).
Tijdens het presidentschap van Montt trok het parlement veel invloed naar zich toe. Deze periode duurde voort tot 1925 en stond bekend als de "parlementaire republiek". 
Na zijn presidentschap was Montt met de rang van admiraal bevelhebber van de Chileense marine (1897-1913). Na zijn pensionering was hij van 1915 tot 1918 burgemeester van de havenstad Valparaíso. Hij overleed in Santiago op 9 oktober 1922.
Jorge Montt was getrouwd met Leonor Frederick Ledesma (1852-1941). Uit dit huwelijk kwamen drie dochters voort.

## Samenstelling kabinetten
| Ministerie (Presidentschap van Jorge Montt)  | Naam/Periode |
| -------------------------------------------- | --- |
| Binnenlandse Zaken                           | Manuel José Irarrázaval (1891) Ramón Barros Luco (1891-1892) Eduardo Matte (1892) Ramón Barros Luco (1892-1893) Pedro Montt (1893-1894) Enrique Mac Iver (1894) Ramón Barros Luco (1894-1895) Manuel Recabarren (1895) Osvaldo Rengifo (1894-1896)                                                                                     |
| Buitenlandse Zaken, Eredienst en Kolonisatie | Manuel Antonio Matta (1891) Luis Pereira Cotapos (1891-1892) Juan Castellón Larenas (1892) Isidoro Errázuriz Errázuriz (1892-1893) Ventura Blanco Viel (1893-1894) Mariano Sánchez Fontecilla (1894) Luis Barros Borgoño (1894-1895) Claudio Matte Pérez (1895) Adolfo Guerrero Vergara (1895-1896)                                    |
| Financiën                                    | Joaquín Walker Martínez (1891) Francisco Valdés Vergara (1891-1892) Agustín Edwards Ross (1892) Enrique Mac Iver (1892-1893) Alejandro Vial (1893-1894) Carlos Riesco (1894) Manuel Fernández (1894-1895) Enrique Mac Iver (1895) Hermogenes Pérez de Arce (1895-1896)                                                                 |
| Oorlog en Marine                             | Adolfo Holley (1891) Ventura Blanco Viel (1891-1892) Luis Barros Borgoño (1892) Luis Arteaga (1892-1893) Francisco Antonio Pinto (1893) Isidoro Errázuriz (1893) Manuel Villamil (1893-1894) Juan Antonio Orrego (1894) Santiago Aldunate (1894) Carlos Rivera (1894-1895) Ismael Valdés Valdés (1895) Luis Barros Borgoño (1895-1896) |
| Justitie en Openbaar Onderwijs               | Isidoro Errázuriz (1891) Juan Castellón (1891-1892) Gaspar Toro (1892) Máximo del Campo (1892-1893) Joaquín Rodríguez Rozas (1893) Francisco Antonio Pinto (1893-1894) Federico Errázuriz Echaurren (1894) Osvaldo Rengifo (1894-1895) Mariano Sánchez Fontecilla (1895) Gaspar Toro (1895-1896)                                       |
| Industrie, Openbare Werken en Spoorwegen     | Agustín Edwards Ross (1891-1892) Jorge Riesco (1892) Vicente Dávila (1892-1894) Manuel Antonio Prieto (1894) Elías Fernández Albano (1894-1895) Juan Miguel Dávila (1895) Elías Fernández Albano (1895-1896) |